# Lil Tecca
Tyler-Justin Anthony Sharpe (ur. 26 sierpnia 2002 w Queens) występuje pod pseudonimem jako Lil Tecca – amerykański raper oraz autor tekstów. Sławę zdobył dzięki piosence „Ransom”, która zadebiutowała na 4 miejscu listy Bilboard Hot 100. Swój debiutancki mixtape pt. „We Love You Tecca” wydał 30 sierpnia 2019. Wydał też takie piosenki jak „Did It Again”, „Love Me” i „Out Of Luck”.

## Wczesne życie
Tyler-Justin Anthony Sharpe urodził się 26 sierpnia 2002 w dzielnicy Queens w Nowym Jorku w rodzinie imigrantów z Jamajki. Wychowywał się w dzielnicy Springfield Gardens, ale później przeniósł się do Cedarhurst na Long Island. Od najmłodszych lat Tecca miał aspiracje do bycia w NBA, jednakże mając około 12 lat, zwrócił się ku karierze muzycznej. Uczęszczał do Lawrence High School.

## Dyskografia

### Albumy
| Rok  | Tytuł               |
| ---- | ------------------- |
| 2020 | Virgo World         |
| 2021 | We Love You Tecca 2 |
| 2023 | Tec                 |
| 2024 | Plan A              |
| 2025 | Dopamine            |

### Mixtape
| Rok  | Tytuł             |
| ---- | ----------------- |
| 2018 | Tecca & Friends   |
| 2019 | We Love You Tecca |